# Військова ієрархія
Військо́ва ієра́рхія (грец. ίεράρχίά, від ίερσς — священний, та άρχή — влада) — узагальнена структуризація збройних сил країни, призначених для охорони і оборони держави і захисту її незалежності на державні військові структури; а також структурована система поділу військовослужбовців (військовозобов'язаних) на вищі й нижчі посади, чини, ранги, військові звання; суворий порядок підлеглості нижчих щодо посади або чину осіб вищим, з урахуванням національних (військових) традицій країни.

## Зміст військової ієрархії
Збройні сили у будь-якій країні світу є організацією з жорстко регламентованою системою управління, як у мирний, так й у воєнний час, або в особливий період. Всі військовослужбовці усіх військових частин, закладів і установ незалежно від будь-яких умов мають чітко та строго визначені у відповідних законодавчих документах (статутах, настановах) посадові обов'язки і найменування посад. У цих документах точно визначено — кому підпорядковується і якою мірою дана посадова особа, і хто й якою мірою підпорядкований йому, якими правами наділений той чи інший начальник по відношенню до підлеглих.
Влада в збройних силах знеособлена, тобто в армії не може бути такого становища, коли внаслідок відсутності на робочому місці тієї чи іншої посадової особи (відпустка, хвороба, відрядження тощо) певне коло обов'язків ніким не виконується або відкладається до повернення працівника, і ніхто не несе відповідальності за становище справ на даній ділянці роботи.
Для більшості керівних посад існують заступники, які автоматично вступають в посаду замість свого начальника за умови його навіть короткочасної відсутності, перебираючи на себе всю повноту відповідальності і користуючись усією повнотою влади свого начальника.
Для тих посад, для яких не передбачено штатного заступника, статутами передбачено, що виконання обов'язків за відсутності начальника покладається автоматично на його найближчого підлеглого, і так далі вниз по ланцюгу підлеглості.